# Pour sauver le Diamant Noir
Pour les articles homonymes, voir Diamant noir.
Pour sauver le Diamant Noir est le cinquième roman de la série Les Conquérants de l'impossible écrite par Philippe Ébly. Ce roman est paru pour la première fois en 1973 chez Hachette dans la collection Bibliothèque verte.

## Résumé
Le récit se présente sous la forme d'un dialogue entre un dénommé Pierre-Yves et Serge. Ce dernier raconte à Pierre-Yves l'aventure qu'il a vécue. Le récit est donc le monologue de Serge, entrecoupé de questions de Pierre-Yves et des réponses de Serge.

### Premier objectif: le coffre-fort
M. Rochecotte étant mort à Saint-Domingue sans aucun héritier proche ou lointain, ses biens sont dévolus à l'État français. La pièce centrale de son héritage est un diamant magnifique, le « Diamant Noir » qui jadis appartenait à l'impératrice de Russie. Ce diamant doit être transporté depuis Saint-Domingue jusqu'à Paris, où il doit être remis au musée du Louvre. Mais l'avion qui le transporte s'écrase dans l'océan Atlantique, en pleine mer des Sargasses. Si l’équipage a été secouru et est sauvé, en revanche le diamant exceptionnel a disparu à jamais.
Serge, Xolotl et Thibaut décident de voyager dans le temps. Leur but est de retourner dix années dans le passé, à un moment où le Diamant Noir se trouvait, non pas dans une banque des Antilles, mais au domicile de  M. Rochecotte, en région parisienne. Là, il s'agit de dérober le diamant, puisque les mesures de sécurité ne sont pas très rigoureuses, et de le remplacer par une imitation parfaite.
Avec l'aide du professeur Auverneaux, munis d'un faux diamant, de journaux de l'époque et d'argent en cours de l'époque, les trois compagnons voyagent donc dans le passé. Ils établissent leur repaire dans une auberge. Ayant appris que M. Rochecotte recherchait un domestique hindou, leur plan est d'« infiltrer » Xolotl, indien nahuatl, dans la demeure. Xolotl se présente au domicile de M. Rochecotte et parvient à se faire embaucher comme garçon à tout faire par ce dernier. Xolotl découvre vite où se trouve le coffre-fort contenant de Diamant Noir. Il fait la connaissance de M. Cléry, le secrétaire de M. Rochecotte.
Pour « acheter la neutralité » de M. Cléry qui ne voulait pas de l'embauche de Xolotl, les trois aventuriers décident de lui donner des informations lui permettant de gagner de l’argent. Ayant emporté avec eux des journaux de l'époque de leur voyage, Xolotl indique à M. Cléry les numéros gagnants du tiercé du jour. Il donne à nouveau des informations sur le tiercé la semaine d'après. M. Rochecotte a entendu parler de ces informations et ordonne à Xolotl de cesser de donner de telles informations à son secrétaire. De son côté, Serge se rencontre lui-même à l'âge de huit ans. Il revoit aussi involontairement sa mère qui mourra deux ans après dans un accident de voiture.
Les aventuriers élaborent un second plan : découvrir la combinaison du coffre-fort. Thibaut contacte M. Rochecotte et affirme être intéressé par l'achat du diamant. Un rendez-vous est pris. Après avoir loué une voiture de luxe, s'être déguisé avec des vêtements luxueux et s'être « vieilli » le visage, Thibaut se présente chez M. Rochecotte. Le vieil homme a engagé un garde-du-corps et se montre méfiant. Néanmoins, il présente le diamant à Thibaut qui peut admirer le joyau. M. Rochecotte ignorait que les aventuriers ont installé dans la salle où se trouve le coffre-fort un petit mécanisme d'enregistrement. Le rendez-vous avec M. Rochecotte n'avait pas d'autre but que d'obliger M. Rochecotte à composer le code d'ouverture du coffre-fort afin d'enregistrer le code. Ainsi en possession de ce code, les trois jeunes gens décident d'agir assez vite, le soir où M. Rochecotte se rendra au Jockey Club.

### Deuxième objectif: le vol
Le soir en question, les trois aventuriers guettent le départ de M. Rochecotte de son domicile. Une fois celui-ci s'étant éloigné, ils pénètrent dans la maison et tentent d'ouvrir le coffre-fort. Mais alors qu'ils n'étaient dans la maison que depuis quelques minutes, ils sont surpris par M. Rochecotte et son secrétaire M. Cléry. En effet M. Rochecotte avait fait semblant de s'éloigner du domicile et y était furtivement revenu. Il menace les trois adolescents avec un pistolet et ordonne à M. Cléry de les ligoter solidement. Il les interroge ensuite mais les jeunes voleurs refusent de parler. M. Rochecotte, qui dispose de deux doses de penthotal, en injecte une à Xolotl, puisque c'était son domestique en qui il avait placé sa confiance, et la seconde à Thibaut, en qui il a reconnu le faux sud-américain qu'il avait rencontré quelques jours auparavant. Il considère Serge comme étant un complice qui ne sait pas grand chose. Le premier à parler sous l'influence du produit chimique est Xolotl, mais M. Rochecotte n'avait pas imaginé que l'adolescent s'exprimerait dans sa langue natale : le nahuatl. Par conséquent M. Rochecotte ne comprend absolument rien aux déclarations de Xolotl. Le second à s'exprimer est Thibaut mais celui-ci s'exprime… en vieux français ! M. Rochecotte est interloqué et ne comprend guère plus Thibaut que Xolotl. Finalement, les deux jeunes gens s'endorment sous l'effet du produit chimique. M. Rochecotte ordonne aux jeunes gens de se rendre dans la salle de bains. En effet cette pièce ne comprend pas de fenêtres. Là, il demande à M. Cléry de fermer à clef la pièce et de bourrer la serrure de fil de fer afin que les prisonniers ne puissent pas s'échapper. M. Rochecotte les informe qu'il préviendra la police dès le lendemain matin. Puis M. Rochecotte et son secrétaire s'en vont. La situation des trois jeunes gens semble donc irrémédiablement compromise.

### Événements inattendus et fin du récit
Survient alors un coup de théâtre : trois autres jeunes gens pénètrent dans la maison, ouvrent la porte de la salle de bains, libèrent Serge, emportent Xolotl et Thibaut. Ils prennent la fuite à six. Les sauveteurs les laissent dans l'auberge qui leur a servi de quartier général. Serge découvre avec stupéfaction que ces sauveteurs ne sont autres qu'eux-mêmes, qui sont venus du futur pour les sauver !
Le lendemain matin, les trois aventuriers regagnent l'époque d'où ils sont partis. Ils expliquent au professeur Auverneaux ce qui vient de se passer. Ils n'ont toujours pas le diamant, resté dans le coffre-fort. Ils décident de retourner dans le passé afin de procéder à leur libération et de dérober le diamant.
De retour dix ans auparavant, ils assistent depuis un autre endroit de la propriété, cachés, à leur tentative de vol. Ils se voient entrer dans la maison et être surpris par M. Rochecotte et M. Cléry. Quand ces derniers ont définitivement quitté les lieux, les jeunes gens pénètrent de nouveau dans la maison, délivrent les trois aventuriers, les emmènent dans l'auberge. Puis ils retournent au domicile de M. Rochecotte, ouvrent le coffre-fort, s'emparent du diamant, le remplacent par le faux diamant et quittent les lieux. Au cours de la sortie de la propriété, Thibaut se casse un bras. Xolotl et Thibaut retournent à l'époque d'origine. Serge reste une journée de plus, le temps de restituer la voiture louée au loueur, de payer les frais de la chambre, etc. Volontairement, il rencontre M. Rochecotte. Ils ont une conversation cordiale au cours de laquelle M. Rochecotte indique à Serge que le Diamant Noir est désormais entreposé dans le coffre-fort d'une banque (il ignore qu'il s'agit du diamant contrefait). Il se déclare estomaqué par l'évasion des trois jeunes gens : comment ont-ils pu s'échapper d'une pièce sans fenêtre et sans toucher à la serrure, alors qu'ils étaient solidement ligotés ? Serge ne lui révèle pas la vérité. Plus tard, Serge se rend à l'endroit où il doit entrer dans le tunnel temporel lui permettant de revenir à son époque de départ.
Le roman se termine par la remise du Diamant Noir au directeur du musée du Louvre.

## Un paradoxe temporel
Le retournement qui permet le dénouement heureux de l'aventure pose cependant un problème temporel : les trois garçons sont enfermés dans la salle de bain, M. de Rochecotte attend le matin pour les livrer à la police. Sans l'intervention de leurs doubles venus du futur, ils ne seront pas en état de se trouver à l'endroit où ils doivent reprendre le tunnel temporel à l'heure décidée, donc de regagner le futur. Ils ont donc disparu du « présent » et sont bloqués dans le « passé », où ils existent en deux versions, l'une âgée de sept ans, l'autre de dix-sept et accusée de tentative de cambriolage.
On peut supposer que c'est la version de Serge jeune, que le Serge qui a voyagé dans le temps rencontre au début du roman, qui va vieillir, rencontrer le professeur, être envoyée dans le passé pour sauver le Serge prisonnier, puis revenir dans le présent; dans ce cas, chacun des trois héros devrait se trouver en double dans le présent. Le roman n'explique pas ce paradoxe.

## Les différentes éditions
- 1973 : Hachette, coll. Bibliothèque verte, cartonné, texte original. Illustrations d'Yvon Le Gall, 185 p.
- 1984 : Hachette, coll. Bibliothèque verte, cartonné (série hachurée), texte original. Illustrations de (inconnu)  (ISBN 2-01-004868-7)
- 1995 : Hachette, Bibliothèque verte, format poche souple, texte original. Illustrations d'Erik Juszezak. 186 p.  (ISBN 2-01-209350-7),  (EAN 9782012093508)

## Autour du roman
- L'expression « diamant Noir » désigne habituellement la truffe noire.
- L'Autinios est un alliage inventé par le père de Serge, qui se révèle capable de transporter son porteur à travers le temps, pourvu qu'il entre dans un champ électromagnétique suffisamment puissant. On apprendra dans S.O.S. Léonard de Vinci la composition de l'Autinios, alliage d'or, de titane, de nickel et d'osmium (chapitre XVI, page 155).